# تشارلز و. ويبل
تشارلز و. ويبل (بالإنجليزية: Charles W. Whipple)‏ (1805 ، فورت واين ، إنديانا – يناير 1856  ) كان محامياً وسياسيًا شغل منصب رئيس مجلس النواب في ميشيغان، ورئيس قضاة المحكمة العليا في ميشيغان. كما كان سكرتير المؤتمر الدستوري لولاية ميشيغان لعام 1835 ومندوبًا إلى مؤتمر عام 1850.  علاوة على ذلك ، شغل ويبل منصب أمين الدورة الثانية للمجلس التشريعي السادس. 
كان والد ويبل، الميجور جون ويبل ، ضابطًا خلال حرب 1812 وخدم تحت جنون أنتوني وين . 